# タキベラ
タキベラ (B. perditio) は、ベラ科に属す海水魚である。風通しの良い岩礁斜面に分布する。

## 分布
日本国内では、伊豆諸島、小笠原諸島、硫黄島、静岡県伊豆市土肥、和歌山県南部、高知県、屋久島、琉球列島、南大東島に分布する。
日本国外では、台湾、東沙群島、南アフリカナタール州-モーリシャスにかけてのインド洋、オーストラリア東岸-バヌアツにかけての太平洋、トゥアモトゥ諸島。

## 形態
全長は40センチメートル程度。80cm近くまで成長する大型種。雌雄の色彩の違いはほとんどないが、繁殖期の雄は体色が黒ずむ傾向にある。体側の上部に白い斑紋があり、背面後方に黒い領域がある。老成するとこれらの斑紋は消失する。幼魚は体側中央に白い横帯と、背鰭と臀鰭に黒色斑があり、尾柄中央は白い丸斑がある。これらの斑紋は成長に伴い消える。成魚は背鰭は湾入する。

## 生態
サンゴ礁の礁斜面、潮通しのよい岩礁斜面のやや深い水深で見られる。繁殖時期は例として八丈島で晩秋から冬である。普段は単独行動であるが、繁殖期に入ると雄と複数の雌のハレムが形成され、潮通しのよい尾根や斜面上でペア産卵が行われる。

## 利用
小笠原諸島や沖縄で煮付けや刺身で食される。